# Ashburton (Neuseeland)
Ashburton (Māori: Hakatere) ist eine Stadt im Ashburton District der Region Canterbury auf der Südinsel von Neuseeland. Die Stadt ist Verwaltungssitz des Distrikts, in dem sie sich befindet.

## Geographie
Die Stadt liegt mit ihren 18.471 Einwohnern am New Zealand State Highway 1, auf halber Strecke zwischen Christchurch und Timaru. Bis Christchurch im Nordosten sind es rund 80 km und bis Timaru im Südwesten rund 65 km. Durch die Stadt fließt der Ashburton River/Hakatere, der 17 km weiter südlich in den Pazifischen Ozean mündet.

## Wirtschaft
Die Stadt liegt inmitten der Canterbury Plains, einer ausgedehnten, fruchtbaren, zeitweise jedoch trockenen Ebene, in der größtenteils Farmwirtschaft betrieben wird. Neuseelands einziger Omnibus-Hersteller, Designline, hat in der Stadt seinen Firmenhauptsitz.

## Verkehr

### Straße
Ein weiterer New Zealand State Highway, der State Highway 77, zweigt inmitten der Stadt vom State Higway 1 nach Nordwesten ab. 

### Schiene
Ashburton liegt an der Bahnstrecke Lyttelton–Invercargill. Die Eisenbahn erreichte den Ort 1875. Nachdem im Februar 2002 der Southerner eingestellt wurde, findet hier heute ausschließlich Güterverkehr statt.

## Medien
Einzige täglich erscheinende Tageszeitung der Stadt ist der Ashburton Guardian.

## Tourismus
Das Mount-Hutt-Skigebiet liegt etwa 20 Kilometer nordwestlich der Ortschaft Methven.

## Persönlichkeiten
- Phil O’Shea (1889–1980), Radsportler
- John Jerome Cunneen (1932–2010), Bischof von Christchurch
- Neville Scott (1935–2005), Mittel- und Langstreckenläufer
- Valerie Young (geb. Sloper; * 1937), Kugelstoßerin und Diskuswerferin
- Paul Ackerley (1949–2011), Feldhockeyspieler und -trainer
- Jenny Shipley (* 1952), Premierministerin von Neuseeland von 1997 bis 1999
- Robyn Malcolm (* 1965), Theater- und Filmschauspielerin
- Hayden Roulston (* 1981), Radrennfahrer
- Lauren Ellis (* 1989), Radsportlerin
- Jason Christie (* 1990), Radsportler
- Logan Currie (* 2001), Radrennfahrer